# Steinshamn
Steinshamn este o localitate din comuna Sandøy, provincia Møre og Romsdal, Norvegia, cu o suprafață de 0,58 km² și o populație de 493 locuitori (2013).